# Franse Herinneringsmedaille
De Franse Herinneringsmedaille (Frans: Medaille commémorative française) is een Franse onderscheiding. Deze campagnemedaille is bestemd voor burgers en soldaten die na 1 maart 1991 in opdracht van de Franse regering deelnamen aan specifieke missies buiten het Franse nationale grondgebied. De medaille werd op 9 oktober 1995 ingesteld op initiatief van de toenmalige minister van Defensie, François Léotard.
De minister van Defensie beslist in een decreet in welk inzetgebied de medaille kan worden verdiend, hij bepaalt ook over de voor onderscheiding bepalende begin- en einddata van de missie en de minimale periode die men in het gebied moet hebben doorgebracht. Op die minimale periode kan een uitzondering worden gemaakt voor medewerkers die zijn gedood, gewond, 
gedecoreerd met het Croix de guerre of het Kruis voor Militaire Heldhaftigheid. Ook voor personeel dat gerepatrieerd 
werd om medische redenen kan een uitzondering worden gemaakt. Civiel personeel van een ander ministerie kan in aanmerking komen wanneer dat ter beschikking van de militaire autoriteiten was gesteld of actief deelnam aan de missie. In dit geval, draagt de verantwoordelijke minister het besluit tot toekenning voor aan de minister van Defensie. De medaille kan worden uitgereikt aan buitenlandse militairen en aan vreemdelingen die hebben gewerkt onder Frans commando, dit onder voorbehoud van goedkeuring door hun eigen regering. Een missie die in aanmerking komt voor toekenning van de Overzeese Medaille kan niet in aanmerking komen voor deze onderscheiding. De medaille wordt altijd met ten minste één gesp gedragen. Elke gesp kan slechts eenmaal worden verdiend.
De negen gespen:
- EX-YOUGOSLAVIE: voor deelname aan de United Nations Protection Force 1991
- HAÏTI: voor deelname aan de United Nations Stabilization Mission in Haiti in 1993, 2004 en 2010
- ALBANIE: voor de missie van 1997 tot 2001
- TIMOR-ORIENTAL: voor deelname aan de United Nations Integrated Mission in East Timor 1999 - 2000
- AFGHANISTAN: voor deelname aan de International Security Assistance Force 2001
- ASIE DU SUD-EST: voor deelname aan de United Nations Iraq–Kuwait Observation Mission 2004
- GÉORGIE: voor de missie in 2008

## De medaille
De ronde, verguld bronzen medaille heeft een diameter van 30 millimeter. De voorzijde draagt de beeltenis van "Marianne", zinnebeeld van de Franse republiek. Zij draagt een Frygische muts en het rondschrift luidt "RÉPUBLIQUE FRANÇAISE". De keerzijde draagt de tekst "MÉDAILLE COMMÉMORATIVE FRANÇAISE" tegen de achtergrond van een ontbloot zwaard binnen een olijfkrans. 
De medaille wordt aan een lint met vier rode en drie blauwe strepen en een smalle groene bies op de linkerborst gedragen.

## Protocol

De voorgeschreven baton

Wanneer men op uniformen geen modelversierselen draagt is een kleine rechthoekige baton in de met drie chevrons voorgeschreven. De medaille wordt ook als miniatuur gedragen op bijvoorbeeld een rokkostuum.